# Championnat du monde masculin de curling 1980
Navigation
Édition précédente Édition suivante
Le Championnat du monde masculin de curling 1980, vingt-deuxième édition du championnat du monde de curling, a eu lieu du 24 au 29 mars 1980 au Colisée de Moncton, à Moncton, au Canada. Il est remporté par le Canada.